# 헤비로테이션
〈헤비로테이션〉 (일본어: ヘビーローテーション 헤비로테숀[*], 영어: Heavy Rotation)는 일본의 걸 그룹 AKB48의 17번째 싱글이다. 2010년 8월 18일에 발매됐다. 일본 음악 저작권 협회(JASRAC)의 저작료 분배액 순위에서 2년 연속 1위를 한(SMAP의 '세상에 하나뿐인 꽃' 이후로 처음)현재까지 AKB48의 최고 히트곡이며, 오리콘 연간 2위(등장회수 123주), 싱글트랙 다운로드 밀리언(착우타풀 100만 + PC다운로드 50만 = 150만 이상), CD렌탈 연간 6위, 가라오케 2년 연속 연간 1위(GReeeeN의 "키세키"이후 처음) & 90주간 1위(주간 1위 기록으로는 역대 1위), 유튜브 조회수 약 1.6억회(JPOP MV 역대 1위), 빌보드재팬HOT100 연간 3위를 기록하였다.

## 설명
AKB48 리퀘스트아워 세트리스트 베스트 100에서 2011년과 2012년 연속으로 1위를 차지했다.
수록곡 4곡 가운데 3곡이 텔레비전 광고에 사용됐다. 〈헤비로테이션〉은 UHA 카쿠토의 과자 '푸초', 〈럭키세븐〉은 세븐일레븐. 〈야채 시스터즈〉는 가고메 주식회사의 채소 쥬스의 광고에 사용됐으며 〈눈물의 시소게임〉은 자신들의 방송인 《AKB600sec》의 닫는 곡으로 사용됐다.

## 수록곡

### 타입 A
전체 작사: 아키모토 야스시
| #  | 제목                                                          | 작곡        | 음악가          | 재생 시간 |
| -- | ------------------------------------------------------------- | ----------- | --------------- | --------- |
| 1. | 〈헤비로테이션〉 (ヘビーローテーション)                       | 야마자키 요 |                 |           |
| 2. | 〈눈물의 시소게임〉 (涙のシーソーゲーム 나미다노 시소게므[*]) |             | 언더걸스        |           |
| 3. | 〈야채 시스터즈〉 (野菜シスターズ 야사이 시스타즈[*])         |             | 야사이 시스터즈 |           |
| 4. | 〈헤비로테이션〉 (off vocal ver.)                             |             |                 |           |
| 5. | 〈눈물의 시소게임〉 (off vocal ver.)                          |             |                 |           |
| 6. | 〈야채 시스터즈〉 (off vocal ver.)                            |             |                 |           |

### 타입 B
전체 작사: 아키모토 야스시
| #  | 제목                                                          | 작곡        | 음악가   | 재생 시간 |
| -- | ------------------------------------------------------------- | ----------- | -------- | --------- |
| 1. | 〈헤비로테이션〉 (ヘビーローテーション)                       | 야마자키 요 |          |           |
| 2. | 〈눈물의 시소게임〉 (涙のシーソーゲーム 나미다노 시소게므[*]) |             | 언더걸스 |           |
| 3. | 〈럭키 세븐〉                                                 |             |          |           |
| 4. | 〈헤비로테이션〉 (off vocal ver.)                             |             |          |           |
| 5. | 〈눈물의 시소게임〉 (off vocal ver.)                          |             |          |           |
| 6. | 〈럭키 세븐〉 (off vocal ver.)                                |             |          |           |

## 선발 멤버

### 〈헤비 로테이션〉
괄호 안은 선발 총선거 순위

(센터: 오오시마 유코)
- AKB48:시노다 마리코 (3위), 코지마 하루나 (2위), 다카하시 미나미 (6위), 사시하라 리노 (19위), 타카죠 아키 (13위), 마에다 아츠코 (2위), 나카가와 하루카 (20위), 아키모토 사야카 (17위), '오오시마 유코 (1위), 이타노 토모미 (4위), 미네기시 미나미 (14위), 미야자와 사에 (9위), 오노 에레나(마지막 싱글) (15위), 카시와기 유키 (8위), 키타하라 리에 (16위), 사토 아미나 (18위), 카사이 토모미 (12위), 미야자키 미호 (21위), 와타나베 마유 (5위)
- SKE48:마츠이 쥬리나 (10위), 마츠이 레나 (11위)

- 나카가와가 처음 선발 멤버로 뽑혔으며 아키모토는 〈River〉 이래 약 10개월, 사토 아미나는 〈이와케 Maybe〉 이래 약 1년, 사시하라와 마츠이 레나는 〈나미다 서프라이즈!〉 이래 약 1년 2개월 만에 선발 멤버로 복귀했다. 2010년 9월 27일에 그룹을 졸업한 오노 에레나가 마지막으로 참가한 싱글이기도 하다.

### 〈눈물의 시소 게임〉
「언더 걸즈」 명의
(센터: 오오타 아이카)
- AKB48:카타야마 하루카 (37위), 쿠라모치 아스카 (23위), 마츠바라 나츠미 (39위), 오오타 아이카 (22위), 후지에 레이나 (33위), 니토 모에노 (29위), 우메다 아야카 (32위), 요네자와 루미 (34위), 히라지마 나츠미 (26위), 이시다 하루카 (27위), 코모리 미카 (30위), 사토 스미레 (31위), 마스다 유카 (25위), 시마자키 하루카]] (28위), 야마구치 스즈란 (36위)
- SKE48:오야 마사나 (24위), 야가미 쿠미 (38위), 타카나야기 아카네 (35위)

### 〈야채 시스터즈〉
- AKB48:코지마 하루나, 쿠라모치 아스카, 마에다 아쓰코, 마에다 아미, 오오타 아이카, 사시하라 리노, 시노다 마리코, 타카하시 미나미, 타카죠 아키, 아키모토 사야카, 이타노 토모미, 미네기시 미나미, 미야자와 사에, 니토 모에노, 오노 에레나, 오오시마 유코, 이시다 하루카, 카사이 토모미, 카시와기 유키, 키타하라 리에, 코모리 미카, 미야자키 미호, 사토 스미레, 와타나베 마유
- SKE48:마츠이 쥬리나, 마츠이 레나

### 〈럭키 세븐〉
- AKB48:이와사 미사키, 코지마 하루나, 마에다 아츠코, 사시하라 리노, 시노다 마리코, 타카하시 미나미, 타카죠 아키, 아키모토 사야카, 이타노 토모미, 미네기시 미나미, 미야자와 사에, 오오시마 유코, 카사이 토모미, 카시와기 유키, 키타하라 리에, 코모리 미카, 미야자키 미호, 와타나베 마유

## JKT48 버전
〈Heavy Rotation〉이라는 제목으로 인도네시아의 걸 그룹 JKT48가 커버하였다. 노래가 수록된 음반은 2013년 2월 16일에 발매되었다.

## SNH48 버전
〈헤비로테이션〉(无尽旋转)이라는 제목으로 중화인민공화국의 걸 그룹 SNH48가 커버하였다. 노래가 수록된 음반은 2013년 6월 13일에 발매되었다.

## BNK48 버전
〈헤비로테이션〉(태국어: เฮฟวีโรเทชัน 헤퓌로테찬[*])는 태국의 걸 그룹 BNK48의 아홉 번째 싱글이다.

### 수록 내용
| #            | 제목                                | 재생 시간 |
| ------------ | ----------------------------------- | --------- |
| 1.           | 〈Heavy Rotation〉                  | 4:42      |
| 2.           | 〈วิ่งไปสิ...เพนกวิน 달려라... 펭귄〉   | 3:59      |
| 3.           | 〈วิ้งค์ 3 ครั้ง 윙크는 3회〉            | 4:13      |
| 4.           | 〈Heavy Rotation (off vocal ver.)〉 | 4:42      |
| 5.           | 〈วิ่งไปสิ...เพนกวิน (off vocal ver.)〉 | 3:59      |
| 6.           | 〈วิ้งค์ 3 ครั้ง (off vocal ver.)〉      | 4:13      |
| 총 재생 시간 | 총 재생 시간                        | 25:48     |

1. ↑  AKB48 - ヘビーローテーション / 헤비로테이션
2. ↑  AKB48 - 走れ! べンギン / 달려라! 펭귄
3. ↑  HKT48 - ウインクは3回 / 윙크는 3회